# Macropis ciliata
Macropis ciliata is een vliesvleugelig insect uit de familie Melittidae. De wetenschappelijke naam van de soort is voor het eerst geldig gepubliceerd in 1880 door Patton.